# Puerto Princesa
Puerto Princesa is een stad in de Filipijnse provincie Palawan. De stad is tevens de hoofdstad van de provincie. Bij de laatste census in 2007 had de stad bijna 211 duizend inwoners.

## In het nieuws
In mei 2001 werden hier door de groep Abu Sayyaf 20 toeristen ontvoerd van het Dos Palmas Beach Resort op een eilandje in de Hondabaai. De 17 Filipino's werden een voor een vrijgelaten. De andere drie ontvoerde personen waren buitenlanders. Eén daarvan, de Amerikaan Guillermo Sobero werd onthoofd. Voor de twee andere Amerikanen werd een bevrijdingsactie opgezet. De missionaris Martin Burnham kwam daarbij om het leven. Zijn vrouw Garcia Burnham werd wel bevrijd.

## Geografie

### Topografie
De stad Puerto Princesa ligt midden op het eiland en wordt begrensd door de gemeenten San Vicente en Roxas in het noorden en Aborlan in het zuiden. Ten westen van de stad is de Zuid-Chinese Zee kust te vinden en in het oosten de Suluzee.
De totale oppervlakte van de stad bedraagt 2308 km² en de stad is van noord naar zuid zo'n 106 kilometer lang.

### Bestuurlijke indeling
Puerto Princesa is onderverdeeld in de volgende 66 barangays:
| - Babuyan - Bacungan - Bagong Bayan - Bagong Pag-Asa - Bagong Sikat - Bagong Silang - Bahile - Bancao-bancao - Barangay ng mga Mangingisda - Binduyan - Buenavista - Cabayugan - Concepcion - Inagawan - Inagawan Sub-Colony - Irawan - Iwahig - Kalipay - Kamuning - Langogan - Liwanag - Lucbuan | - Luzviminda - Mabuhay - Macarascas - Magkakaibigan - Maligaya - Manalo - Mandaragat - Manggahan - Maningning - Maoyon - Marufinas - Maruyogon - Masigla - Masikap - Masipag - Matahimik - Matiyaga - Maunlad - Milagrosa - Model - Montible - Napsan | - New Panggangan - Pagkakaisa - Princesa - Salvacion - San Jose - San Manuel - San Miguel - San Pedro - San Rafael - Santa Cruz - Santa Lourdes - Santa Lucia - Santa Monica - Seaside - Sicsican - Simpocan - Tagabinit - Tagburos - Tagumpay - Tanabag - Tanglaw - Tiniguiban |

## Demografie
Puerto Princesa had bij de census van 2007 een inwoneraantal van 210.508 mensen. Dit zijn 48.596 mensen (30,0%) meer dan bij de vorige census van 2000. De gemiddelde jaarlijkse groei komt daarmee uit op 3,69%, hetgeen hoger is dan het landelijk jaarlijks gemiddelde over deze periode (2,04%). Vergeleken met de census van 1995 is het aantal mensen met 80.931 (62,5%) toegenomen.

De bevolkingsdichtheid van Puerto Princesa was ten tijde van de laatste census, met 210.508 inwoners op 2381,02 km², 54,4 mensen per km².

## Geboren
- Ramon Mitra jr. (1928-2000), politicus

Aborlan · Agutaya · Araceli · Balabac · Bataraza · Brooke's Point · Busuanga · Cagayancillo · Coron · Culion · Cuyo · Dumaran · El Nido · Kalayaan · Linapacan · Magsaysay · Narra · Puerto Princesa · Quezon · Rizal · Roxas · San Vicente · Sofronio Española · Taytay